# Кисаразу
Кисаразу (јап. 木更津市) град је у Јапану у префектури Чиба. Према попису становништва из 2005. у граду је живело 122.234 становника.

## Становништво
Према подацима са пописа, у граду је 2005. године живело 122.234 становника.
| 1995.   | 2000.   | 2005.   |
| ------- | ------- | ------- |
| 123.499 | 122.768 | 122.234 |